# Intérieur d'un couvent
Pour plus de détails, voir Fiche technique et Distribution.
Intérieur d'un couvent (Interno di un convento) est un film ouest-germano-italien réalisé par Walerian Borowczyk et sorti en 1978.
Le film est librement inspiré du carnet de voyage Promenades dans Rome de Stendhal paru en 1829.

## Fiche technique
- Titre français : Intérieur d'un couvent ou Les Confessions d'une religieuse[1]
- Titre original italien : Interno di un convento[2]
- Titre allemand : Unmoralische Novizinnen[3]
- Réalisation : Walerian Borowczyk
- Scénario : Marcello Lizzani, Giuseppe Vezzani, Walerian Borowczyk d'après Promenades dans Rome de Stendhal
- Photographie : Luciano Tovoli
- Montage : Walerian Borowczyk
- Musique : Sergio Montori
- Effets spéciaux : Giulio Molinari
- Décors : Luciano Spadoni (it)
- Costumes : Maria Laura Zampacavallo
- Maquillage : Franco Rufini
- Production : Giuseppe Vezzani
- Société de production : Trust International Film, Lisa Film
- Pays de production :  Italie -  Allemagne de l'Ouest
- Langue originale : italien
- Format : Couleur par Telecolor - 1,85: - Son mono - 35 mm
- Genre : Film érotico-historique
- Durée : 100 minutes (1 h 40[2])
- Dates de sortie : 
  - Italie : 26 janvier 1978
  - Allemagne de l'Ouest : 6 mars 1978
  - France : 28 juin 1978[1]
- Classification :
  - Italie : Interdit aux moins de 18 ans[2]

## Distribution
- Ligia Branice : Sœur Clara Visconti
- Howard Ross : Rodrigo Landriani
- Marina Pierro : Sœur Veronica
- Gabriella Giacobbe : L'abbesse Flavia Orsini
- Rodolfo Dal Prà : L'évêque
- Loredana Martinez : Sœur Martina
- Mario Maranzana : Le père confesseur
- Alessandro Partexano : Silva
- Olivia Pascal
- Gina Rovere
- Dora Calindri
- Francesca Balletta
- Maria Cumani Quasimodo
- Raymonde Carole Fouanon
- Miana Merisi
- Simona Villani
- Paola Arduini
- Silvano Bernabei
- Brid Cranitch
- Stefania D'Amario
- Elisabeth Jane Long
- Imelde Marani
- Patrizia Mauro
- Paola Morra
- Mike Morris
- Antonietta Patriarca
- Elisabetta Pedrazzi
- Rossella Pescatore
- Valeria Pescatore
- Paola Prosdogemi
- Romano Puppo
- Jole Rosa
- Romana Monti
- Greta Vaillant